# Птуј
Птуј (словен. Ptuj, лат. Poetovio) је град у Словенији и друго по важности насеље Подравске регије. Птуј је и управно средиште истоимене општине Птуј.

## Положај града
Рељеф: Птуј се налази у источном делу Словеније, у јужном делу покрајине словеначке Штајерске. Град се налази 30 км југоисточно од Марибора, првог већег града.

## Природни услови
Положај града је у долини Драве, крајње западном делу Панонске низије, на месту где је ова долина најшира. Зачетак, данас историјско језгро Птуја је на брегу изнад реке, са кога се лако надзирала околна равница. Надморска висина Птуја је 232 м.
Клима: У граду влада умерено континентална клима.
Воде: Главни водоток у граду је река Драва. Непосредно низводно од града образовано је вештачко Птујско језеро на реци.

## Историја
Подручје Птуја је било насељено још у млађем каменом добу. Келти су насељавали Птуј у касно гвоздено доба. У 1. веку п. н. е. насеобина је била под контролом старог Рима. Прво писано помињање Птуја, под првобитним називом Poetovio, датира из 69. године н. е., када је био изабран римски цар Веспазијан. Већ у доба Рима Птуј се развио у изузетно важну трговачку, царинску и управну јединицу. Године 103. за време императора Трајана, Птуј је добио статус цивилног средишта и назив Colonia Ulpia Traiana Poetovia. Град је имао 40.000 становника док га нису напали Хуни.
570. године н. е., град је био окупиран од стране Авара и старих Словена. Између 840. и 874. године припадао је Балатонској кнежевини Словена Прибина и Коцеља. Између 874. и 890. године Птуј је постепено пао под утицај Архиепископије Салзбурга. Као немачки Петау, укључен је био у војводство Штајерске 1555. године.
Године 1376. године Птуј је добио свој градски статут. У 17. веку, кад су Турци заузели већи део Угарске, Птуј је привредно потпуно пропао. У 19. вијеку место је било одрезано од важних прометних путева.
Према задњем аустријском попису становништва из 1910. године, 86% становништва града Птуја су били Немци. Околина Птуја је била претежно насељена словеначким живљем. За време немачке окупације, од 1941-45. године, словеначко становништво је било насилно исељавано из Птуја. Њихове куће су биле преузете углавном од стране Немаца из Болцана. Касније, након немачке капитулације, сви Немци су били принудно исељени у Аустрију.

## Саобраћај
Птуј је важно саобраћајно чвориште. Кроз град води железница из Прагерског до Орможа и даље у Хрватску или у Мурску Соботу, и даље у Мађарску преко Ходоша. 

### Културно насљеђе
Птуј се уврштава међу највећа некадашња средишта митраизма у Европи. Три светишта су била откривена на десном, а два на левом брегу реке Драве. Први датира из средине 2. века н. е., а био је откривен 1898—1899. године, те представља најстарије Митраистичко средиште подунавских провинција. Митра (митологија) је аријски (персијски) бог светлости његов мистични култ се из Персије преко Рима, раширио на ово подручје. Године 1901. био је откривен други митра, чији споменици су у крипти доминиканске цркве у Птују. На Горњем Брегу уз поток Студенчница стоји трећи митра, грађен средином 3. века н. е. 
Пред градским торњем стоји мермерни надгробник, Орфејев споменик, који припада гробници уз Прешернову улицу. Постављен је био у сећање на Марка Велерија Вера. У средњем веку је служио као стуб срамоте. Бројни римски споменици су од 1830. године узидани в зидове градске куле (торња), која је постала први словеначки музеј на отвореном. 
Римски Petoviono представљају очуване пећи на Римској улици и Римским платформама, узидано римско камење на Прешерновој и Цанкаревој улици. У раном средњем веку је на јужном обронку вероватно стајала старословенска насеобина. 

## Занимљивости
Сваке године, одвија се манифестација курентовање (курент је карневалска маска) светски позната посебност, где се такмиче карневалске маске из различитих крајева.
Првобитно место Птуј (Поетовио), лежало је на подручју данашњих Терма Птуј (Хотел Гранд Примус).

## Старо градско језгро
Старо градско језгро, тзв. средњовековни Птуј, се развио између реке Драве на југу и Грајским гричем (брегу) на северу. Троугласти облик омеђују: на северу тврђава, на западу доминикански манастир (самостан) и на истоку миноритски манастир (самостан). Птујска тврђава стоји на конгломератном Грајском гричу који се издалека види, при доласку у Птуј. Град је у 14. веку добио закључено обзиђе са одбрамбеним кулама (торњевима), које су у 16. веку дорадили италијански грађевинари због опасности од Турака. Од бројних кула (торњева) очувана је само још Дравска кула. У њој се налази Михеличева галерија. 
Данас је то очувано старо језгро Птуја са неколико улица и тргова и са црквама, палатама и старим кућама, заштићено као споменик од културног значаја. 
- Стара градска улица
- Градска кућа Птуја
- Градска црква
- Главни градски трг